# Cementiri Civil de Madrid

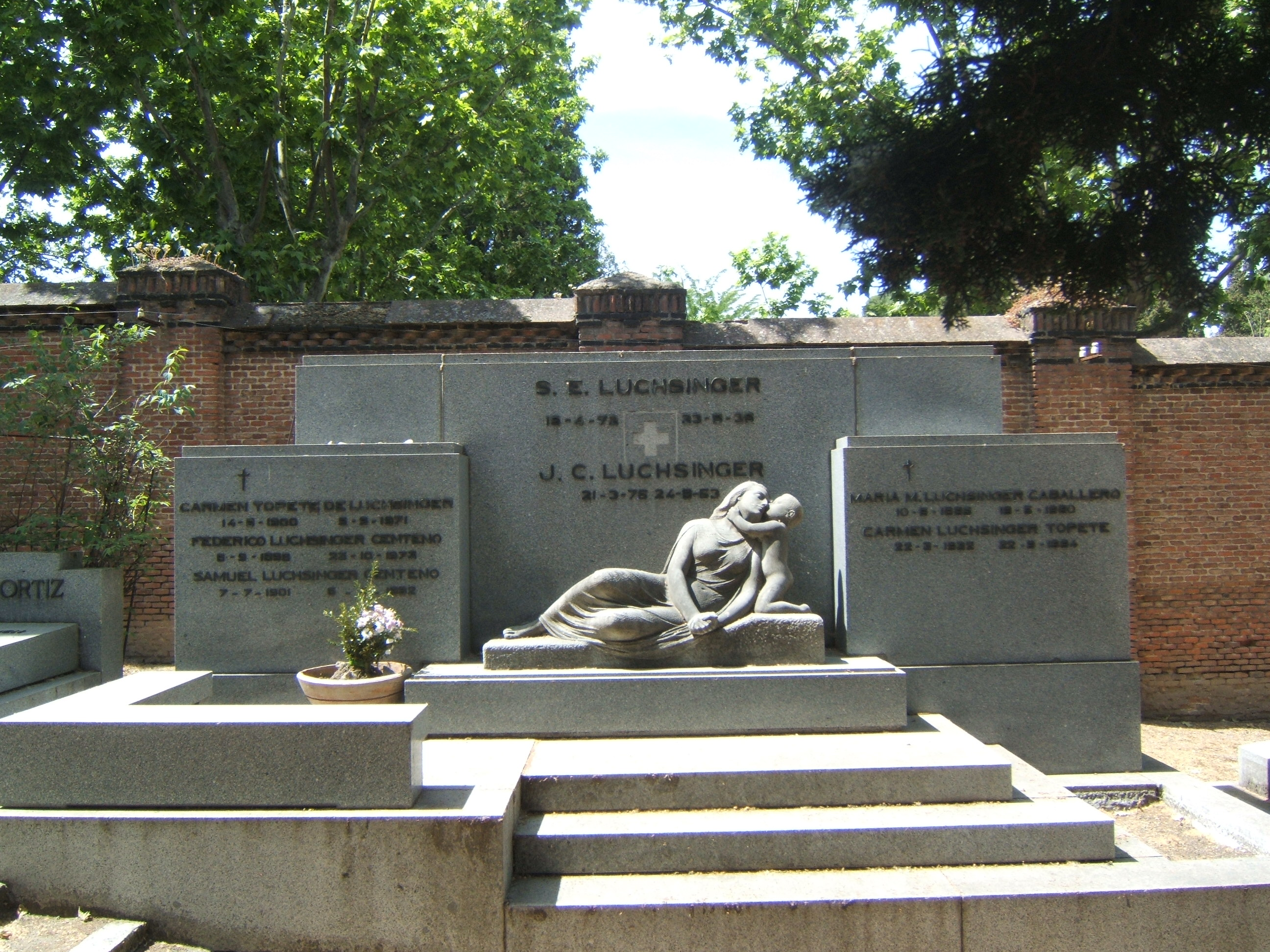
Panteó Luchsinger (obra de l'escultor Emiliano Barral, en 1935.

El cementiri Civil de Madrid forma part de la Necròpoli de l'Est, juntament amb el Cementiri de l'Almudena (del qual és separat per l'antiga carretera de Vicálvaro, després avinguda de Daroca) i el Cementiri jueu. Va ser inaugurat el 1884.
Hi descansen les restes de diversos presidents del govern d'Espanya, assenyalats dirigents com Pablo Iglesias i Dolores Ibárruri, intel·lectuals i artistes com Pío Baroja, Arturo Soria o Blas de Otero, i alguns membres de la Institución Libre de Enseñanza, com Francisco Giner de los Ríos i Manuel Bartolomé Cossío.

## Història
Sol considerar-se José Abascal Carredano, en la seva joventut encarregat d'un taller de pedreria familiar a Pontones (Cantàbria) i més tard alcalde de Madrid entre 1881-83 i 1885-89, com un dels principals promotors del la Necròpoli de l'Est de Madrid, aprovada el 31 d'octubre de 1879, i la construcció es va concloure el 1925. Inaugurada el 1884 com a «Cementiri d'Epidèmies», arran d'una mortífera epidèmia de còlera, va anar absorbint la resta dels cementiris de la capital espanyola. Així, des de setembre de 1884 es van tancar set dels onze cementiris de Madrid, i tan sols es van conserver els de San Isidro, Sant Justo, Santa María i San Lorenzo.
Una Real Ordre de 12 de maig de 1849 va aprovar el reglament del nou Cementiri de l'Este. El recinte, en principi triangular i separat de la nova necròpoli per la carretera de Vicálvaro, es va inaugurar amb assistència del rei Alfons XIII d'Espanya, el governador civil i l'alcalde de Madrid. Aquest mateix dia s'hi va enterrar Maravilla Leal González, morta amb només vint anys a conseqüència d'un suposat suïcidi. Des de la creació va albergar tombes, panteons i mausoleus dedicats a lliurepensadors, ateus, sindicalistes, heterodoxos religiosos de l'Església Espanyola Reformada, protestants, maçons i fins i tot jueus, malgrat l'existència d'un recinte propi separat.
El 1894 s'hi va aixecar per subscripció popular el mausoleu del periodista Ramón Chíes i el seu col·lega Fernando Lozano Montes "Demófilo", i el 1901 el del polític Francesc Pi i Margall. També, de manera progressiva, es van traslladar al cementiri civil les restes d'Estanislau Figueras (president de la Primera República Espanyola, mort el 1882, pel qual es va erigir el 1892 per subscripció popular un mausoleu); els de Nicolás Salmerón (al panteó aixecat el 1915); els del filòsof Julián Sanz del Río, mort el 1869, junt als de l'històleg Fernando de Castro y Pajares, mort el 1874, traslladats el 18 de juny de 1905 des del cementiri civil de la Puerta de Toledo; o els de Julián Besteiro (enterrat a Carmona el 1940 i portat a Madrid el 1960).

## Personalitats

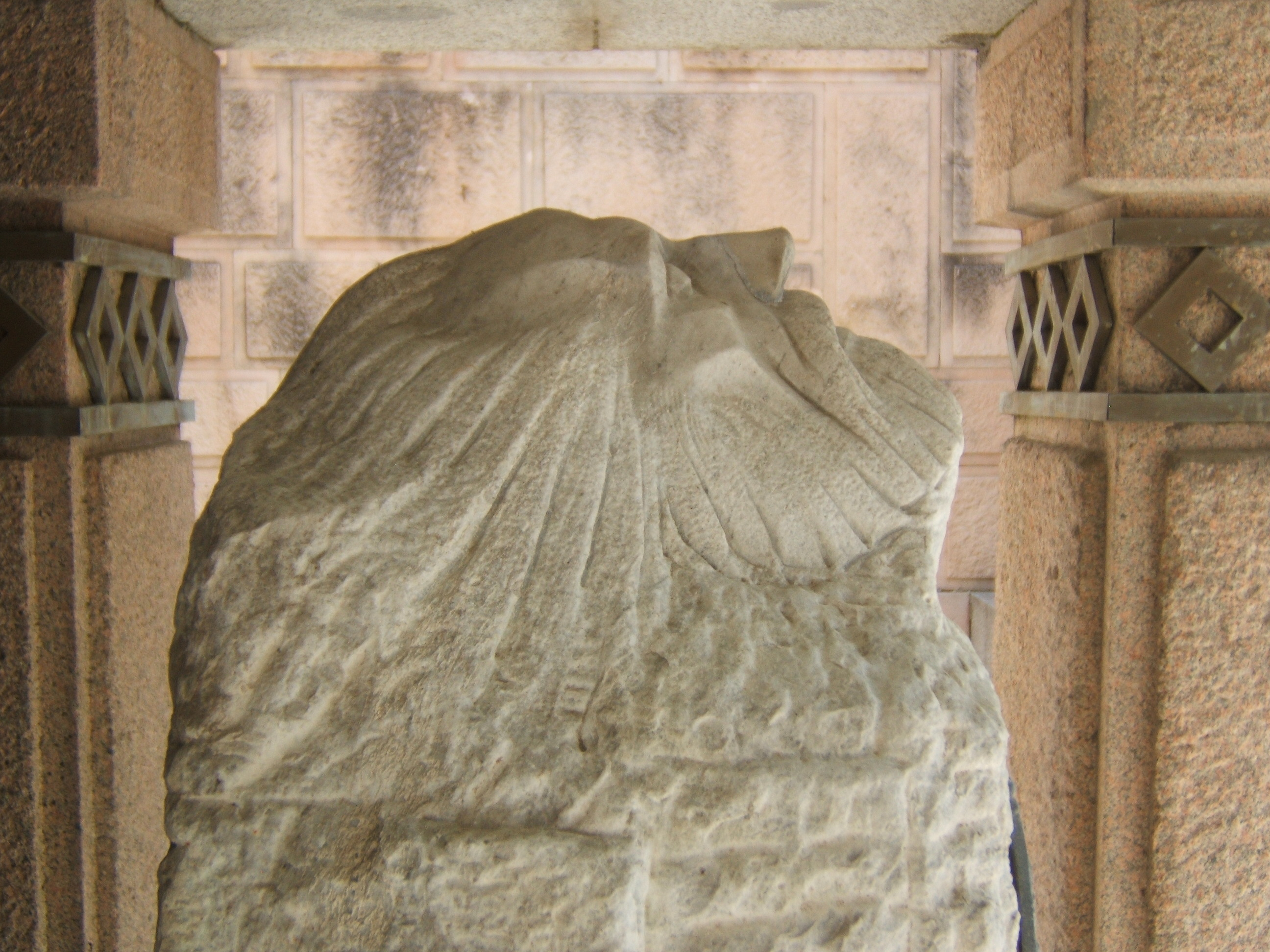
Cap jacent de Pablo Iglesias en marbre gris, esculpida per Emiliano Barral (1924-1930), en el conjunt del Mausoleu del líder socialista. Definida en 1929 pel crític Sánchez Rivero com a "paràbola del Baptista decapitat", una profètica metàfora.

Al cementiri Civil de Madrid s'hi troben enterrades personalitats com:
- Els presidents de la Primera República, Estanislau Figueras, Francesc Pi i Margall i Nicolás Salmerón.
- El fundador del Partit Socialista Obrer Espanyol i de la Unió General de Treballadors, Pablo Iglesias; els líders socialistes Julián Besteiro i Francisco Largo Caballero; la dirigent comunista Dolores Ibárruri; i el fundador del sindicat Comissions Obreres Marcelino Camacho.
- Escriptors i filòsofs com Pío Baroja, José Laín Entralgo i Xavier Zubiri.
- Pedagogs com Francisco Giner de los Ríos, Manuel Bartolomé Cossío, Alberto Jiménez Fraud o el filòsof i també pedagog Fernando de Castro y Pajares, fundador de l'Asociación para la Enseñanza de la Mujer (1870).
- I altres personalitats, com l'urbanista Arturo Soria; el zoòleg Antonio Machado Núñez; l'escultor Emiliano Barral; l'artista Wolf Vostell; i altres com Gumersindo de Azcárate, Urbano González Serrano, Jaime Vera, Américo Castro, Blas de Otero, Andrés Saborit Colomer, Enrique Líster, Julián Grimau…

## Disposicions legals
A l'origen, la inhumació al cementiri civil era una declaració final d'intencions per part de la persona enterrada i la seva família, i va ser considerada pels sectors conservadors i religiosos catòlics de la societat espanyola com un insult o un repte.
La creació de cementiris civils a Espanya parteix de la Reial Ordre de 2 d'abril de 1883, que establia que en els ajuntaments cap de partit judicial i en aquells amb més de 600 veïns s'habilités al costat del cementiri catòlic, un altre amb entrada independent per a difunts no catòlics. Seguint aquesta pauta, en el Cementiri Civil madrileny es donaria sepultura i es guardaria memòria de liberals, renovadors, inconformistes i persones contràries al ritu catòlic (tant per ideologia com per confessió), i d'altres sectors de la vida i el pensament espanyol, a més de maçons i protestants.
La constitució espanyola de 1978 va eliminar l'exclusivitat de les inhumacions per a persones catòliques a cementiris de titularitat pública. A partir de llavors, qualsevol persona podia ser enterrada en qualsevol cementiri municipal amb independència de la seva confessió religiosa. Això va provocar un canvi en l'estatus funcional del Cementiri Civil, que va passar a ser un espai històric.